# Irakli Turmanidze
Irakli Turmanidze (en georgiano: ირაკლი თურმანიძე, Kobuleti, URSS, 13 de diciembre de 1984) es un deportista georgiano que compite en halterofilia.
Participó en dos Juegos Olímpicos de Verano, obteniendo una medalla de bronce en Río de Janeiro 2016, en la categoría de +105 kg, y el quinto lugar en Londres 2012. Ganó tres medallas en el Campeonato Europeo de Halterofilia entre los años 2012 y 2019.

## Palmarés internacional
| Juegos Olímpicos   | Juegos Olímpicos        | Juegos Olímpicos  | Juegos Olímpicos |
| Año                | Lugar                   | Medalla           | Categoría        |
| ------------------ | ----------------------- | ----------------- | ---------------- |
| 2016               | Río de Janeiro (Brasil) | Medalla de bronce | +105 kg          |
| Campeonato Europeo |                         |                   |                  |
| Año                | Lugar                   | Medalla           | Categoría        |
| 2012               | Antalya (Turquía)       | Medalla de bronce | +105 kg          |
| 2015               | Tiflis (Georgia)        | Medalla de plata  | +105 kg          |
| 2019               | Batumi (Georgia)        | Medalla de plata  | +109 kg          |